# M-150

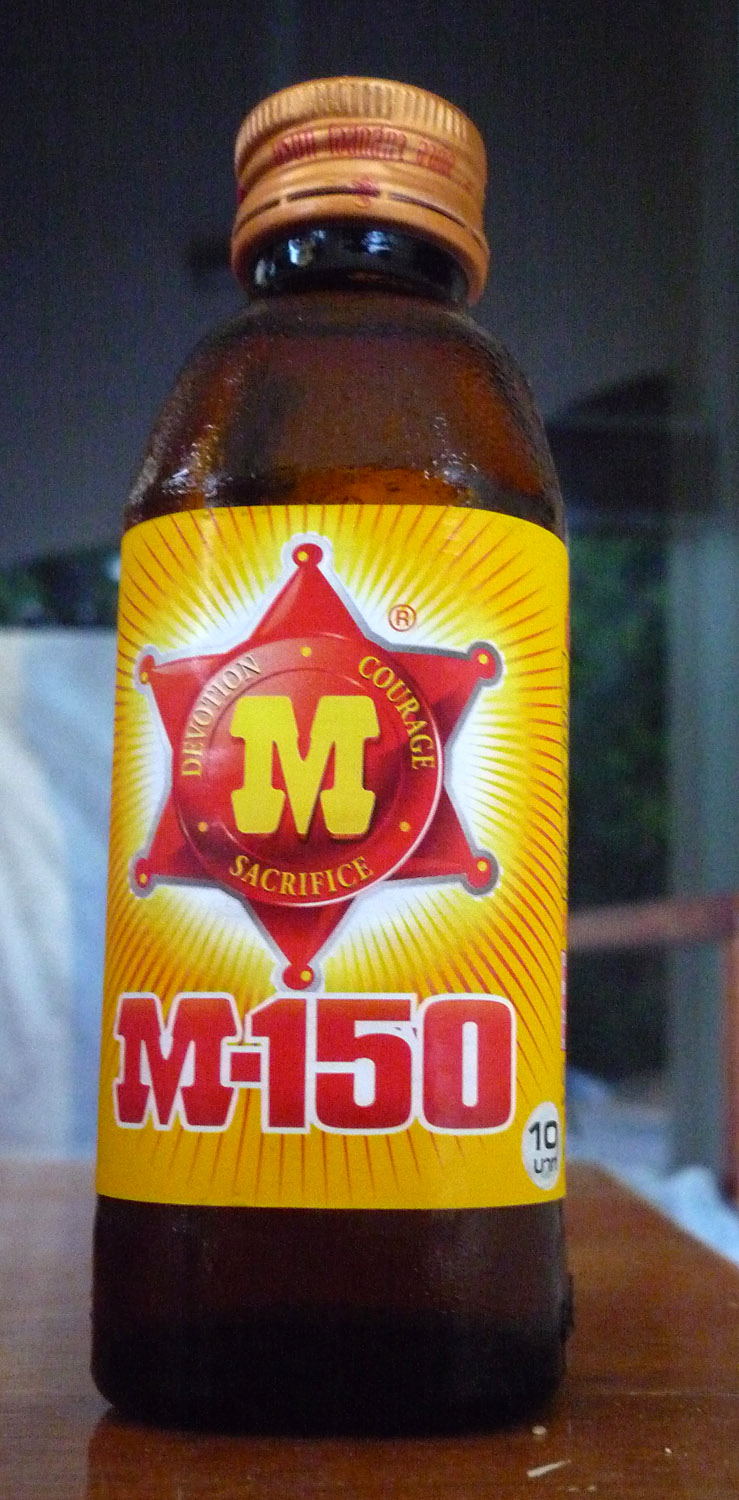
En flaska M-150

M-150 är en energidryck som lanserades 1985 och har blivit mycket populär i Thailand, där den marknadsförts i TV med hjälp av artisten Sek Loso. M-150 marknadsförs även i bland annat Sverige.